# Болтин, Иван Васильевич
Ива́н Васи́льевич Болти́н (возможное имя при крещении — Иуда; около 1680 года — до 10 августа 1736 года) — российский военный и государственный деятель, сподвижник Петра Великого — герой Полтавы, полковник — командир Каргопольского драгунского полка.
Первый обер-прокурор Святейшего правительствующего синода, Вице-губернатор Сибири, директор Кригс-комиссариатской конторы Военной коллегии.

## Биография
О частной жизни Ивана Васильевича сохранилось немного сведений. Согласно некоторым первоисточникам, приводимым специалистами по петровскому времени, возможно, при крещении получил имя Иуда, а Иван — позднейший «псевдоним».

### Военная служба
Службу начал в 1696 году в жильцах. С 1700 года — в драгунских полках.
В чинах подполковника (исправляя дела за сформировавшего полк И. А. Мусина-Пушкина), а затем — полковника, Болтин командовал в Северной войне Каргопольским драгунским полком с момента его создания 7 мая 1707 года — до назначения Ивана Васильевича на вновь созданную должность обер-прокурора Синода 19 июня 1722 года — с небольшим перерывом в 1708—1709 гг., на который, однако, приходится боевое крещение полка — сражение при Лесной. В это время полком командовал полковник иноземец Морель де ла Карьер, а Болтину было определено быть под его началом.
С 11 апреля 1709 года полковник — и вновь полковой командир каргопольцев.

#### Полтавская битва
Под Полтавой Болтин с полком находился в корпусе князя Меншикова, принявшем на себя первый удар шведской кавалерии. Отразив её двухчасовые атаки, драгуны корпуса захватили 14 шведских знамён и штандартов. В 9 утра корпус успешно контратаковал шведскую кавалерию Крейца, а после разгрома шведов — преследовал их до Переволочны.
В том же году полк его «побил запорожцев». В 1711 году Болтин с полком находился в Бреславле, куда Пётр I приказал выслать ему 3000 рублей и амуницию. В 1720 году охранял с полком Балтийское побережье и границу с Курляндским герцогством и Речью Посполитой около Риги. Именным указом царя 1 мая 2 роты полка отчислены «для скорости» под Ревель.
В феврале 1722 года — кандидат на должность прокурора Военной коллегии.

### Обер-прокурор Синода
19 июня 1722 года Болтин из полковников Каргопольского драгунского полка именным указом Петра Великого назначен был первым обер-прокурором вновь созданного Святейшего Синода.
Должность обер-прокурора, по выражению Петра I, «ока государева и стряпчего о делах государственных в Синоде», была отдана им в ведение Ивану Васильевичу, несомненно, в знак высочайшего доверия и благоволения. К своим обязанностям Болтин приступил в июле 1722 года и исполнял их честно. В частности, добился суда над секретарём синодальной типографии, бравшим взятки, а когда первый вице-президент Синода архиепископ Феофан Прокопович получил от Синода взаймы и не возвратил 3200 рублей, Иван Васильевич напомнил, что с казёнными деньгами так не поступают — и Синод постановил вернуть долг.
В феврале 1723 года был среди кандидатов на должность генерал-фискала.
27 апреля 1725 года, вскоре после смерти Петра Великого, взят под стражу по делу новгородского архиепископа Феодосия, на которого, по своей должности обер-прокурора, Болтин был обязан донести, но не сделал этого. 10 мая отрешён от должности и 11 мая в наказание «отослан к делам в Сибирь», но «тут открылись на нём ещё вины, не означенные в указе», за которые его безо всякого промедления выслали с семьёй в Сибирь с наказом «не употреблять его к делам» впредь до особых распоряжений. В личной характеристике Болтина, данной позднейшими исследователями, высказывается предположение, что излишне прямолинейный и честный полковник пал жертвой интриги после смерти своего патрона.

### Вице-губернатор Сибири
В 1727 году ему были «прощены его вины», и он получил назначение на должность сибирского вице-губернатора.
В 1728 году, когда был уволен по болезни сибирский губернатор, князь Михаил Владимирович Долгоруков, управлять Сибирской губернией, впредь до назначения нового губернатора, было поручено Болтину. Фактически, Иван Васильевич исполнял должность губернатора, за отсутствием такового, несколько лет. 30 декабря 1731 года он был уволен от вице-губернаторства.

### Директор Кригс-комиссариатской конторы
31 января 1732 года Болтин получил разрешение вернуться в Москву. С 19 февраля 1736 года — директор Кригс-комиссариатской конторы Военной коллегии в Москве. Однако прослужил в своей последней должности Иван Васильевич едва полгода. 10 августа 1736 года в Сенате слушался вопрос о назначении умершему директору Болтину преемника. Очевидно, Иван Васильевич скончался в Москве незадолго до указанной даты.